# Fabio Mamerto Rivas Santos

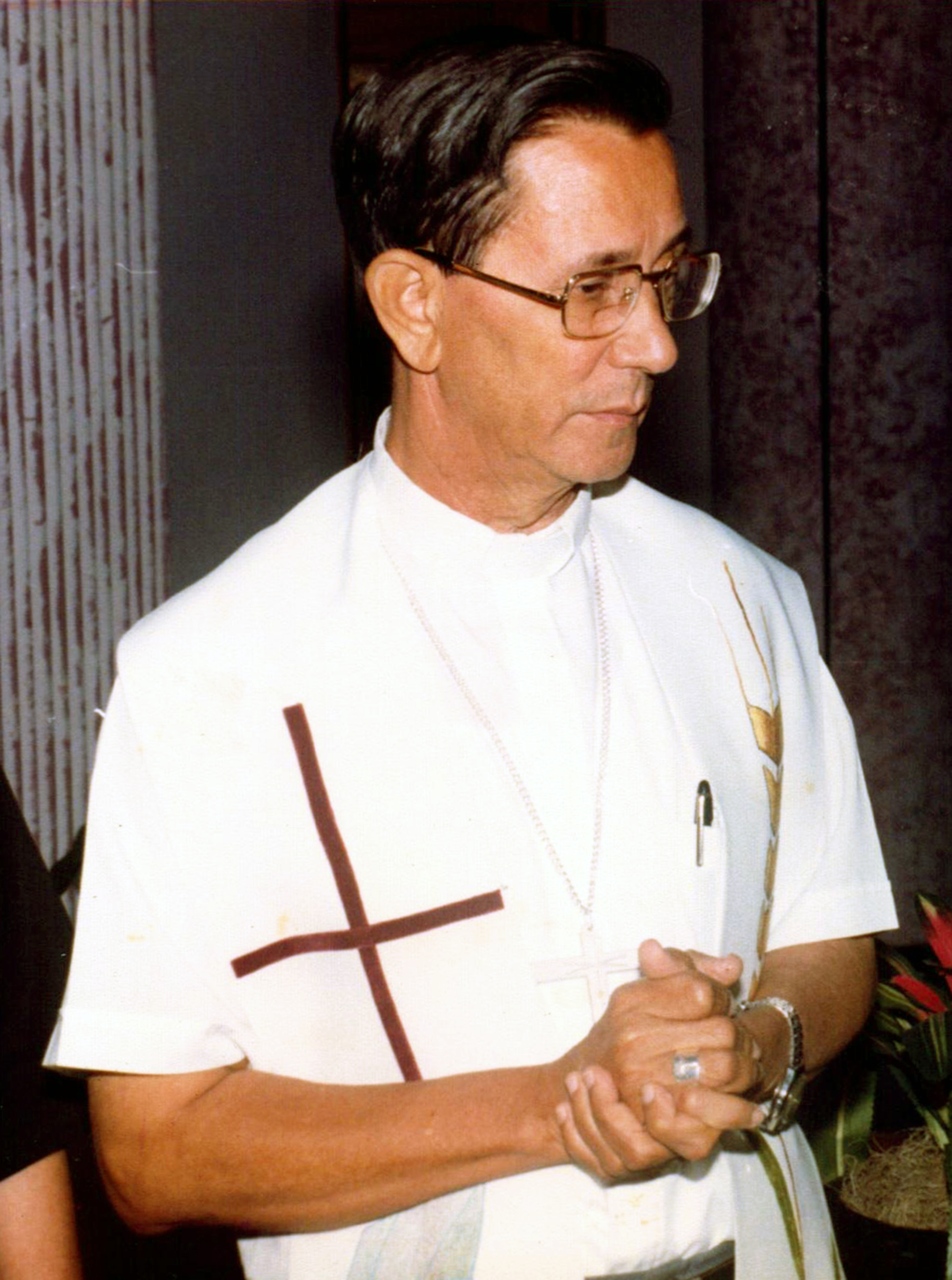
Fabio Mamerto Rivas Santos

Fabio Mamerto Rivas Santos SDB (* 11. Mai 1932 in La Vega, Dominikanische Republik; † 11. August 2018 in Jarabacoa) war ein dominikanischer Ordensgeistlicher und römisch-katholischer Bischof von Barahona.

## Leben
Fabio Mamerto Rivas Santos trat der Ordensgemeinschaft der Salesianer Don Boscos bei und empfing am 25. März 1965 die Priesterweihe.
Papst Paul VI. ernannte ihn am 24. April 1976 zum ersten Bischof des mit gleichem Datum errichteten Bistums Barahona. Der Erzbischof von Santo Domingo, Octavio Antonio Kardinal Beras Rojas, spendete ihm am 28. August desselben Jahres die Bischofsweihe; Mitkonsekratoren waren Juan Antonio Flores Santana, Bischof von La Vega, und Tomás Francisco Reilly CSsR, Bischof von San Juan de la Maguana.
Papst Johannes Paul II. nahm am 7. Dezember 1999 seinen vorzeitigen Rücktritt an. Am 11. August 2018 starb er in  Jarabacoa.